# Кирюткин, Пётр Иванович
Пётр Иванович Кирюткин (2 [14] октября 1895, село Кочелаево, Пензенская губерния — 11 июля 1977, Москва) — советский актёр театра и кино.

## Биография
Советский актёр театра и кино Пётр Иванович Кирюткин родился 14 октября 1895 года в селе Кочелаево.
В 1924 году окончил студию имени А. П. Чехова в Москве.
Работал в театре Московского областного совета профессиональных союзов (Театр им. МОСПС). С 1935 года — актёр Театра имени М. Н. Ермоловой. Народный артист СССР Иван Соловьёв в своей книге «По собственному опыту» писал, что Кирюткину «от природы было противопоказано неестественное поведение на сцене». «Что бы они ни сделал, всё у него — правда. Всё достоверно!».
Свою первую роль в кино П. И. Кирюткин сыграл лишь в 1950 году в фильме Юлия Райзмана «Кавалер Золотой Звезды», будучи уже в довольно зрелом возрасте. В 1951 году сыграл роль Пустобайки, дачного сторожа, в аудиоспектакле Дачники по одноимённой пьесе Максима Горького, написанной в 1904 году.
Снимался в таких фильмах как «Дело было в Пенькове» (1957) режиссёра Станислава Ростоцкого, «Дорогой мой человек» (1958) режиссёра Иосифа Хейфица, «Баллада о солдате» (1959) и «Чистое небо» (1961) режиссёра Григория Чухрая, «Девчата» (1961) режиссёра Юрия Чулюкина, «Вызываем огонь на себя» (1964) режиссёра Сергея Колосова, «Война и мир» (1967) режиссёра Сергея Бондарчука, «Журавушка» (1968) режиссёра Николая Москаленко, «Тени исчезают в полдень» (1971—1973) режиссёров Владимира Краснопольского и Валерия Ускова, «Тихий Дон» (1957—1958).
Последней ролью Кирюткина стала роль продавец птиц в фильме 1974 года «Кыш и Двапортфеля» режиссёра Эдуарда Гаврилова.
Скончался 14 июля 1977 года. Похоронен на Преображенском кладбище в Москве.

## Фильмография
1. 1950 — Кавалер Золотой Звезды — бригадир Прохор Ненашев
2. 1953 — Вихри враждебные — солдат
3. 1953 — Возвращение Василия Бортникова — бухгалтер
4. 1954 — Мы с вами где-то встречались — пассажир
5. 1955 — Крушение эмирата — агроном
6. 1955 — Первый эшелон — работник совхоза
7. 1957 — Саша вступает в жизнь — Евлампий Ногин, секретарь парторганизации колхоза
8. 1957 — Дело было в Пенькове — бригадир
9. 1957 — Тугой узел — Евлампий Ногин
10. 1957—1958 — Тихий Дон — хозяин хаты, у которого оставили больную Аксинью (3-я серия)
11. 1958 — Ветер — красноармеец с повязкой на глазу
12. 1958 — Дорогой мой человек — дед Мефодий Лукич Степанов
13. 1959 — Баллада о солдате — попутчик Алёши («А ты не думай, не думай, сынок! Всё обойдётся!»)
14. 1959 — Необыкновенное путешествие Мишки Стрекачёва — проводник
15. 1959 — Отчий дом — Трофим Мокеич, двоюродный дядя
16. 1960 — Девичья весна — Пётр Кузьмич, отец Веры
17. 1960 — Мичман Панин — любопытный в трактире
18. 1960 — Первое свидание — общественник, предлагал отправить детей в детдом
19. 1960 — Рыжик — кондуктор в поезде
20. 1960 — Серёжа — колхозник в клубе
21. 1960—1961 — Воскресение — лакей Тихон
22. 1961 — Академик из Аскании — набожный дед
23. 1961 — Битва в пути — старый рабочий
24. 1961 — Девчата — мастер Чуркин
25. 1961 — Чистое небо — эпизод
26. 1962 — Большая дорога (СССР/ЧССР) — Ерофеев
27. 1962 — Коллеги — работник больницы, один из сватов
28. 1962 — Суд — мужчина на судебном заседании
29. 1963 — Полустанок — колхозник
30. 1963 — Большие и маленькие — эпизод
31. 1963 — Коротко лето в горах — Егорычев (в титрах указан как — Л. Кирюткин)
32. 1964 — Вызываем огонь на себя (ТВ) — Матвей, партизан-радиолюбитель (2-я серия)
33. 1964 — Сказка о Мальчише-Кибальчише — дед
34. 1964 — Негасимое пламя — буфетчик
35. 1965 — Герой нашего времени. Часть 2. Максим Максимович. Тамань — эпизод
36. 1967 — Война и мир. Фильм 4. Пьер Безухов — дворник
37. 1968 — Братья Карамазовы — батюшка
38. 1968 — Журавушка — бородатый старик в суде
39. 1968 — Ошибка Оноре де Бальзака — дядя Опанас
40. 1968 — Первая девушка — эпизод
41. 1969 — Преступление и наказание — мещанин, пригласивший Елизавету в гости
42. 1969 — Встречи на рассвете — колхозник
43. 1971 — Смертный враг — дедушка Филипп, старый казак
44. 1971—1973 — Тени исчезают в полдень — дед (2-я и 3-я серии)
45. 1974 — Кыш и Двапортфеля — продавец птиц